# Мошканьці
Мошканьці (словен. Moškanjci) — поселення в общині Горишниця, Подравський регіон‎, Словенія.